# Breitscheidt
Pour les articles ayant des titres homophones, voir Breitscheid.
Breitscheidt est une municipalité allemande située dans le land de Rhénanie-Palatinat et l'arrondissement d'Altenkirchen (Westerwald).

## Source
- (de) Cet article est partiellement ou en totalité issu de l’article de Wikipédia en allemand intitulé « Breitscheidt » (voir la liste des auteurs).